# Escudo de Saskatchewan
La primera parte del Escudo de armas de la Provincia de Saskatchewan, Canadá, oficialmente las Armas de Su Majestad en Derecho de la Provincia de Saskatchewan, era el escudo, que fue asignado por garantía real del rey Eduardo VII, el 25 de agosto de 1906. Emplea los colores provinciales, verde y dorado. 
Sobre el cantón amarillo figura un león o leopardo postrado en dos patas, un símbolo real de Inglaterra (donde los leones son generalmente de color oro con lenguas y pezuñas rojas; sin embargo, la omisión de matices para un felino heráldico sobre un campo del mismo tono, agregan al rojo un pintado azul para resaltar los susodichos elementos). Las tres gavillas doradas de trigo, o vestimenta, representan a la agricultura de la provincia, un ícono muy arraigado al ámbito de Saskatchewan. 
El resto del escudo fue solicitado por el gobierno provincial en 1985, año en el que se conmemoraba el Patrimonio de Saskatchewan, y fue otorgado por decreto real de la reina Isabel II del Reino Unido, el 16 de septiembre de 1986. 
El casco superior es dorado y mira hacia la izquierda, una clara alusión al estatuto cosoberano de la provincia en la Confederación. El esmaltado es el de los colores nacionales canadienses. La cresta es un castor, el animal oficial y distintivo de Canadá, sujetando a una lila roja occidental, la flor típica de Saskatchewan. Por último, la corona que sobresale en la cima hace referencia a la soberanía real. 
Ambos soportes - un león real a la izquierda, y un ciervo indígena de cola blanca sobre la derecha -  visten collares alusivos de las Primeras Naciones, de las cuales emergen las insignias de la Orden de Saskatchewan. El sello del león encierra a una hoja de arce y, el del ciervo, a una lila roja. Las columnas se levantan sobre un compartimiento de esa flor. 
El lema es Multis e gentibus vires - la fuerza de muchos pueblos.

### Galería

Escudo concedido por Eduardo VII en 1906
Insignia para uso del Vicegobernador de Saskatchewan
Cresta de Saskatchewan otorgada por Isabel II en el aumento de 1986